# Apple A12Z Bionic
De Apple A12Z Bionic, ook wel Apple A12Z en A12Z is een 64 bits-system-on-a-chip (SoC) ontworpen door Apple Inc. De processor verscheen voor het eerst in de vierde generatie iPad Pro, die werd aangekondigd in 2020. De A12Z is een variant op de A12 Bionic.